# گریگل (کالیفرنیا)
گریگل (به انگلیسی: Graeagle) یک منطقهٔ مسکونی در ایالات متحده آمریکا است که در شهرستان پلوماس، کالیفرنیا واقع شده‌است. گریگل ۲۸٫۸۱۲ کیلومتر مربع مساحت و ۷۳۷ نفر جمعیت دارد و ۱٬۳۳۳ متر بالاتر از سطح دریا واقع شده‌است.